# Íránská armáda
Íránská armáda (persky نیروی زمینی ارتش جمهوری اسلامی ایران‎, česky Pozemní síly armády Íránské islámské republiky) je součástí ozbrojených sil Íránské islámské republiky. Spolu s Islámskými revolučními gardami je hlavní vojenskou silou v Íránu. Íránská armáda má 350 000 vojáků z povolání a přibližně 220 000 vojáků základní služby. V případě konfliktu může Írán povolat i velký počet záložníků, protože většina obyvatel absolvovala v průběhu života povinnou vojenskou službu v délce 21 měsíců.

## Boje a operace
Íránská armáda v moderní době bojovala proti dvěma velkým invazím. V srpnu 1941 vstoupila na íránské území britská a sovětská vojska, jež postupně obsadila hlavní strategické body v zemi. Íránská armáda se zmohla pouze na symbolickou obranu. Po třech dnech nařídil šáh svým jednotkám ukončit odpor, následovala pětiletá okupace. V září 1980 začala íránsko-irácká válka, která trvala téměř osm let a skončila status quo ante bellum. Armáda se také aktivně angažovala v potlačování kmenových a separatistických povstání od 40. let 20. století, aby chránila územní celistvost Íránu.
V letech 1972 až 1976 byli íránští vojáci vysláni do Ománu, aby bojovali společně s Královskou armádou Ománu proti povstání Dafárů. V roce 1976 byl do Pákistánu vyslán kontingent na pomoc pákistánské armádě proti povstání, organizovaném Balúčistánskou osvobozeneckou frontou. Íránský personál byl údajně také přítomen ve vietnamské válce.
Íránská armáda se účastnila mírových misí OSN v 70. letech a vyslala prapor, který měl nahradit peruánské síly na Golanských výšinách v rámci pozorovacích sil OSN. V roce 2016 byli příslušníci speciálních sil Íránu nasazeni do boje v syrské občanské válce.
Íránské námořnictvo provedlo několik misí v boji proti pirátství u pobřeží Somálska a zajistilo propuštění zajatých námořníků.

## Historie
V období druhé poloviny sedmdesátých let byly íránské ozbrojené síly bezesporu jedny z nejsilnějších v oblasti. Podle amerického vzoru se dělily na pozemní síly, letectvo a námořnictvo.
Za šáhova režimu se pozemní síly skládaly ze 6 divizí a 4 specializovaných bojových pluků s podporou 500 vrtulníků. Po islámské revoluci se však situace změnila. Politické čistky nového režimu zasáhly výraznou měrou armádu jako hlavní oporu bývalého šáhova režimu. Stav vojska klesl na 200 000 vojáků. Nové velení rozhodlo rozdělit stávající armádu do osmi divizí a čtyř samostatných brigád, několika nezávislých dělostřeleckých skupin a mnoha týlových a podpůrných jednotek. Největší problém byl se zajištěním logistické podpory. Z důvodů nedostatku zkušených techniků a inženýrů byla většina techniky nepoužitelná, což způsobilo nemalé problémy po vypuknutí války.
Po vypuknutí války v září 1980 byli na rozkaz nejvyššího vůdce Ajatolláha Chomejního propuštěni z vězení někteří bývalí armádní specialisté, kterým bylo slíbeno, že pokud pomůžou novému režimu v boji proti Iráku, dostanou amnestii. Většina z nich z návrhem souhlasila a vrátila se zpět ke svým útvarům. Na začátku války byla íránská armáda vybavena hlavně britskou a americkou technikou. Základ tvořilo 780 britských tanků Chieftain Mk.3/5(P), 460 amerických tanků M-60A1 a 400 starších M-47/48 Patton. Začátkem 70. let bylo dodáno do Íránu i 500 kusů obrněných transportérů BTR 50/60. V 80. letech pak dodal Sovětský svaz několik bojových vozidel BMP-1 na základě dohody uzavřené v roce 1979. Dalším vybavením byly americké vrtulníky CH-47 C Chinook v počtu 90 kusů. Zdrojem dodávek zbraní ve válečném období byly nákupy z Číny a KLDR. Jednalo se hlavně čínské kopie sovětské techniky.
Po skončení války se Írán zaměřil na nákup vojenské techniky z Ruska. Zahájil také výrobu vlastní vojenské techniky. Hlavním bitevním tankem je íránský tank Zulfiqar 1, Zulfiqar 2 a Zulfiqar 3 Tento typ tanku je vyroben na základě sovětského T-72 a amerického M-60 Patton. Dále Írán vlastní 480 T-72, 150 M-60A1, 75 T-62, 540 T-54/T-55.
Hlavní útočnou helikoptérou íránské armády je AH-1 SuperCobra. V současné době provozuje íránská armáda 50 strojů a neznámý počet helikoptér Panha 2091, což je Íránem modernizovaná verze AH-1. Podle internetového deníku RIA Novosti plánuje Írán licenční výrobu vrtulníků Ka-32.

## Vybavení

Emblém pozemních jednotek

| Zbraň               | Původ              | Počet | Poznámky                     | obrázek                                 |
| ------------------- | ------------------ | ----- | ---------------------------- | --------------------------------------- |
| T-72                | Sovětský svaz      | 480   |                              | Tank T-72 na přehlídce                  |
| T-62                | Sovětský svaz      | 75    |                              | Tank T-62 v národním tréninkovém centru |
| T-55                | Sovětský svaz      | 540   |                              | Tank T-55                               |
| Chieftain           | Spojené království | 100   |                              | Tank Chieftain                          |
| M60A1               | USA                | 150   |                              | Tank M60A1                              |
| M-47                | USA                | 168   |                              | Tank M-47                               |
| Zulfiqar ذوالفقار   | Írán               | 100+  |                              | Tank Zulfiqar                           |
| AH-1J International | USA                | 50    |                              | Vrtulník AH 1j                          |
| CH-47 C Chinook     | USA                | 20    |                              | Vrtulník CH-47 C Chinook                |
| Mi-8/-17            | Sovětský svaz      | 25    |                              | Vrtulník Mi-17                          |
| Ka-32               | Rusko · Írán       | ?     | Írán plánuje licenční výrobu | Vrtulník Ka-32                          |

## Organizace
Armáda Íránské islámské republiky je „konvenční armádou Íránu“ a je spolu s Islámskou revoluční gardou (Armáda strážců islámské revoluce) součástí ozbrojených sil Íránské islámské republiky. Má společný štáb, který koordinuje čtyři samostatné části: pozemní síly, letectvo, námořnictvo a síly protivzdušné obrany. 
Den íránské armády je 18. dubna. 